# Le Démon de la vie
Le Démon de la vie est le vingt-cinquième roman de Patrick Grainville, publié aux éditions du Seuil le 7 janvier 2016.

## Historique
Rompant avec les Indiens des Plaines de Bison, Patrick Grainville retrouve une veine plus intimiste avec ce roman d'initiation qui évoque « la perte de l'innocence et la rébellion contre le néant dans une société du spectacle ». Sorti au moment même de la disparition de Michel Tournier que Patrick Grainville a bien connu, Le Démon de la vie est l'occasion de redécouvrir un autre monument de la littérature française à l'« œuvre baroque, lyrique, fiévreuse qui ne laisse personne indifférent ».

## Résumé
L’été, dans un village près du Massif des Maures, Louise et Luc, deux adolescents amis d’enfance s’aiment précocement. Leurs parents sont dépassés et en proie à leurs propres difficultés : Jeanne, mère de Luc, femme superbe et magnétique, et Gilles, père de Louise, ont une liaison, Mathieu lutte contre la dépression et Clothilde s’adonne à la dévotion. 
Louise et Luc se lient avec Hélène, jeune désœuvrée, qui vit aux dépens de sa mère, gardienne de leur immeuble. Hélène les fascine et leur ouvre les portes du grand domaine, protégé des regards, d’un vieil excentrique argenté avec qui elle cultive une relation ambiguë. 
Un jour, à la surprise générale, un tigre s’échappe de la propriété. Malgré les moyens mis en œuvre, il reste introuvable. Les autorités font appel à un chasseur, John Corbett, vaguement apparenté au mythique Jim Corbett. La traque commence dans la forêt des Maures, les adolescents l’assistent et, solidaires du tigre, multiplient les fausses pistes. Jusqu’au jour où, au détour d’un ravin…  

## Réception critique
Le Démon de la vie reçoit un premier accueil enthousiaste. Habitué des rentrées littéraires d’hiver, Patrick Grainville est à nouveau salué comme un conteur « incomparable », avec un roman « foisonnant », « solaire et sombre à la fois », « exubérant, peuplé, foutraque »... Lors de son passage à l'émission On n'est pas couché, si Laurent Ruquier et Léa Salamé sont plus modérés, préférant ses romans précédents, notamment La Toison ou Le Paradis des orages, Patrick Grainville est porté aux nues par Yann Moix qui le considère comme le plus grand écrivain français vivant.

## Éditions
- Le Démon de la vie, Seuil, 2016  (ISBN 978-2021291285).
- Le Démon de la vie, édition adaptée en braille, Bruxelles, La Ligue Braille, no 204288, 2016.